# Ляшенко, Иван Михайлович
Иван Михайлович Ляшенко (1921 — 9 февраля 1944) — командир артиллерийской батареи 109-го стрелкового полка 74-й стрелковой дивизии 13-й армии Центрального фронта, старший лейтенант.

## Биография
Родился в 1921 году в уездном городе Юзовка Донецкой губернии Украинской ССР. В Красной Армии с 1939 года. В 1941 году окончил артиллерийское училище. Участник Великой Отечественной войны с июня 1941 года. Принимал участие в боях на Курской дуге, в форсировании Днепра.
В ходе боёв за плацдарм на реке Десна 12 сентября 1943 года способствовал удержанию рубежа. В боях за плацдарм на берегу Днепра управлял огнём батареи, нанеся противнику большой урон в живой силе.
16 октября 1943 года за образцовое выполнение боевых заданий командования и проявленные при этом мужество и героизм старшему лейтенанту Ляшенко Ивану Михайловичу присвоено звание Героя Советского Союза.
Погиб в бою 9 февраля 1944 года.